# Campionato mondiale per club FIVB 1994
Il Campionato del Mondo per club FIVB 1994 è stata la 3ª edizione del massimo torneo pallavolistico mondiale per club femminili, ed è stato organizzato dalla FIVB.

Gli incontri si sono disputati nella città brasiliana di San Paolo.

La vittoria finale è andata alle padrone di casa del Leite Moca Sao Paulo.

## Sistema di qualificazione
Alla competizione presero parte i campioni continentali provenienti dalle federazioni affiliate alla FIVB. Le squadre partecipanti furono i Campioni d'Europa, i Campioni del Sudamerica e i Campioni del Nord e Centro America; non presero parte alla manifestazione i Campioni d'Asia e i Campioni d'Africa.

Le restanti 3 squadre partecipanti furono un'altra squadra brasiliana, le russe del Uraločka e le italiane del Sumirago.

## Classifica finale
| Pos | Squadre              |
| --- | -------------------- |
|     | Leite Moca Sao Paulo |
|     | Matera               |
|     | BCN Guarujà          |
| 4   | Uraločka             |
| 5   | Camaguey             |
| 5   | Sumirago             |